# Magdalena González i Crespí
Magdalena González i Crespí (Palma, Mallorca) és la fundadora (2002) i Presidenta de Forum Musicae (Centre per a la divulgació dels ensenyaments musicals a les Illes Balears). Co-fundadora i vicepresidenta del Col·lectiu de Dones dels Països Catalans "Baula" (2019). Membre fundador d'Enllaçats per la Llengua (2012). Membre del Consell editorial de la Revista musical 440. Persona molt compromesa amb la cultura, ha estat una incansable dinamitzadora de la música arreu dels països de parla catalana.
Especialista en pedagogia musical per l'Escola de Pedagogia Musical -Mètode Ireneu Segarra- de Barcelona (EPM) i en Direcció i Gestió d'escoles de música (EPM) i en Gestió Cultural (UNED). Exerceix de mestra d'educació musical a l'educació primària al centre educatiu Santa Mònica de Palma. Al mateix centre va ser responsable de la creació (1991) i direcció pedagògica (1991-2001) de l'Escola de Música, Dansa i Art Dramàtic Santa Mònica.
Des del Forum Musicae, en el camp dels ensenyaments musicals, impulsa enèrgicament les I Jornades d'ensenyaments musicals a les Balears, la creació de la Confederació d'Associacions de Música de l'Estat Espanyol (COAEM), la creació de l'Associació d'Ensenyants de Música de les Illes Balears (AEMIB)
 i Intercanvis de Joves d'Instituts d'ensenyament secundari de tots els territoris d'àmbit cultural català.
Però és sens dubte en el camp de la recuperació i divulgació del patrimoni musical català on els projectes impulsats tenen més ressò.
- En el camp orquestral, l'any 2002 promou l'Orquestra de Cambra Barroca Ars Musicae i el 2004 l'Orquestra de Joves Intèrprets dels Països Catalans (OJIPC) dirigida per Salvador Brotons i Soler amb la qual aconsegueix aplegar joves de Salses a Guardamar i de Fraga fins a l'Alguer, afavorir el sentiment de pertinença i promoure el patrimoni musical del país.[5]
- En el camp de la composició, l'any 2009 el Concurs de Composició "Matilde Salvador" destinat a joves compositors d'àmbit cultural català.
- En el camp coral, l'any 2009 el Cor de Joves dels Països Catalans dirigit per Esteve Nabona.
- En el camp de la recerca i difusió del nostre patrimoni musical, l'any 2010 el Centre per a la Difusió Lliure del Patrimoni Musical Català (CLD).

Fruit de la reflexió de tots aquests anys de defensa i treball en la construcció de l'Espai de catalanitat comú, amplia el seu compromís en altres àmbits cívics.
Per la seva trajectòria en la defensa, recerca i difusió del nostre patrimoni musical ha rebut reconeixements de diferents institucions:
- Premi Jaume I 2006 de la Franja de Ponent (Calaceit, Terol)[7]
- Premi Caixa Sabadell 2009 (Sabadell)[1]
- Premi 31 de desembre "Josep M. Llompart" 2009 de l'Obra Cultural Balear[1]
- Premi Jaume II 2010 del Consell de Mallorca[8]
- Premis d'Actuació Cívica de la Fundació Lluís Carulla (2010). (Barcelona)[9][10][11]